# Harvester of Sorrow
"Harvester of Sorrow" är sjätte spåret på thrash/heavy metalbandet Metallicas album ...And Justice for All från 1988. Singeln släpptes den 19 augusti 1988.
En av låtens strofer lyder: "To see into my eyes, you'll find where murder lies".

## Låtlista

### Vinylsingel (promo)
A. "Harvester of Sorrow" (5:42) (James Hetfield, Lars Ulrich)

B. "Harvester of Sorrow" (5:42)

### Maxisingel
Sida A
1. "Harvester of Sorrow" (5:42)

Sida B
1. "Breadfan" (5:44) (Budgie-cover; Tony Bourge/Ray Phillips/Burke Shelley)
2. "The Prince" (4:26) (Diamond Head-cover; Brian Tatler/Sean Harris)

### CD-singel
1. "Harvester of Sorrow" (5:42)
2. "Breadfan" (5:44)
3. "The Prince" (4:26)